# The Disappearance of Eleanor Rigby
The Disappearance of Eleanor Rigby (Brasil: Dois Lados do Amor / Portugal: O Desaparecimento de Eleanor Rigby) é o nome coletivo de três filmes norte-americanos de 2013 e 2014, escritos e dirigidos por Ned Benson e estrelados por Jessica Chastain e James McAvoy. O enredo mostra a desintegração do casamento de Eleanor Rigby e Conor Ludlow. O primeiro filme com o subtítulo de Him conta a história do ponto de vista de Conor, o segundo Her mostra os mesmos eventos a partir da visão de Eleanor, enquanto o terceiro Them une as duas outras versões em uma só.
Benson originalmente tinha concebido a história para que fosse contada apenas do ponto de vista de Conor, porém Chastain incentivou o diretor e roteirista a aprofundar mais a personagem de Eleonor. Benson acabou expandido tanto a narrativa que ela se tornou dois filmes separados. As filmagens começaram em julho de 2012 e duraram quarenta dias, terminando em agosto. A ideia de cortar os dois longas em um único surgiu muito depois com o objetivo de ver se era possível criar um novo filme que se sustentasse sozinho, com Benson, a produtora Cassandra Kulukundis e a editora Kristina Boden trabalhando na nova versão.
Him e Her estrearam conjuntamente como um "trabalho em andamento" durante o Festival Internacional de Cinema de Toronto de 2013, enquanto Them apareceu na seção Un Certain Regard do Festival de Cannes 2014. A versão única depois estreou comercialmente nos Estados Unidos em 12 de setembro de 2014, enquanto Him e Her foram exibidos de forma limitada em alguns cinemas a partir de 10 de outubro. The Disappearance of Eleanor Rigby foi bem recebido pela crítica.

## Sinopse
O casamento do casal Eleanor Rigby e Conor Ludlow começa a ruir depois da morte do filho criança dos dois, com Conor lutando para manter um restaurante em Nova Iorque enquanto Eleonor volta para a universidade.

## Elenco
- Jessica Chastain como Eleanor Rigby
- James McAvoy como Conor Ludlow
- Viola Davis como Lillian Friedman
- William Hurt como Julian Rigby
- Isabelle Huppert como Mary Rigby
- Jess Weixler como Katy Rigby
- Bill Hader como Stuart
- Ciarán Hinds como Spencer Ludlow
- Katherine Waterston como Charlie
- Nina Arianda como Alexis